# Propithecus edwardsi
Propithecus edwardsi là một loài động vật có vú trong họ Indridae, bộ Linh trưởng. Loài này được Grandidier mô tả năm 1871.

## Hình ảnh

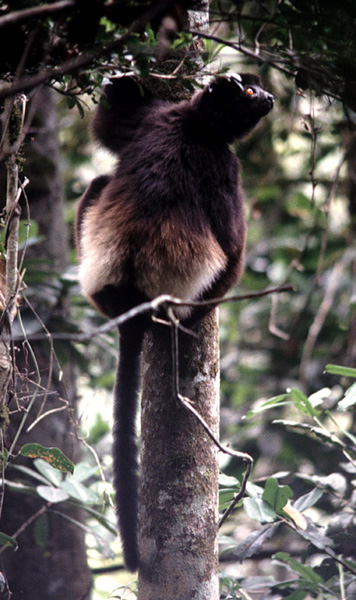
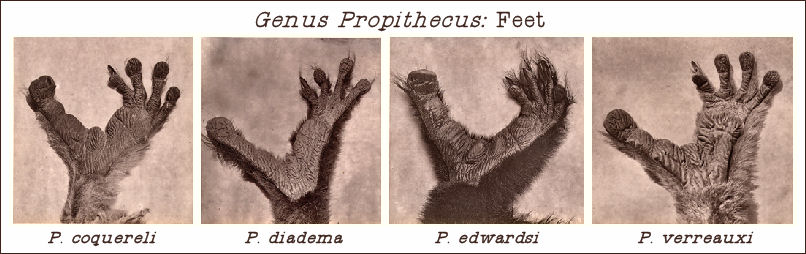
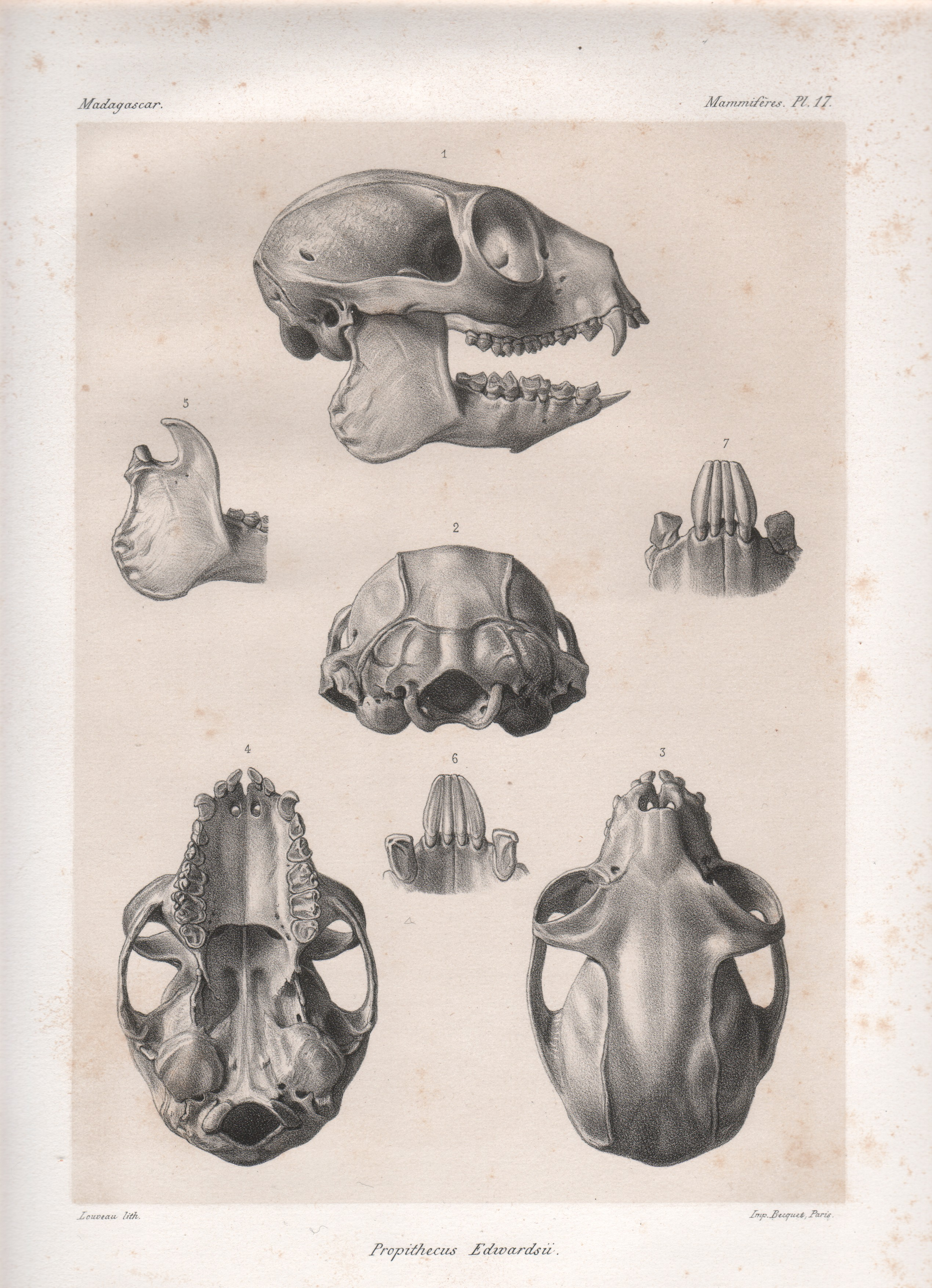
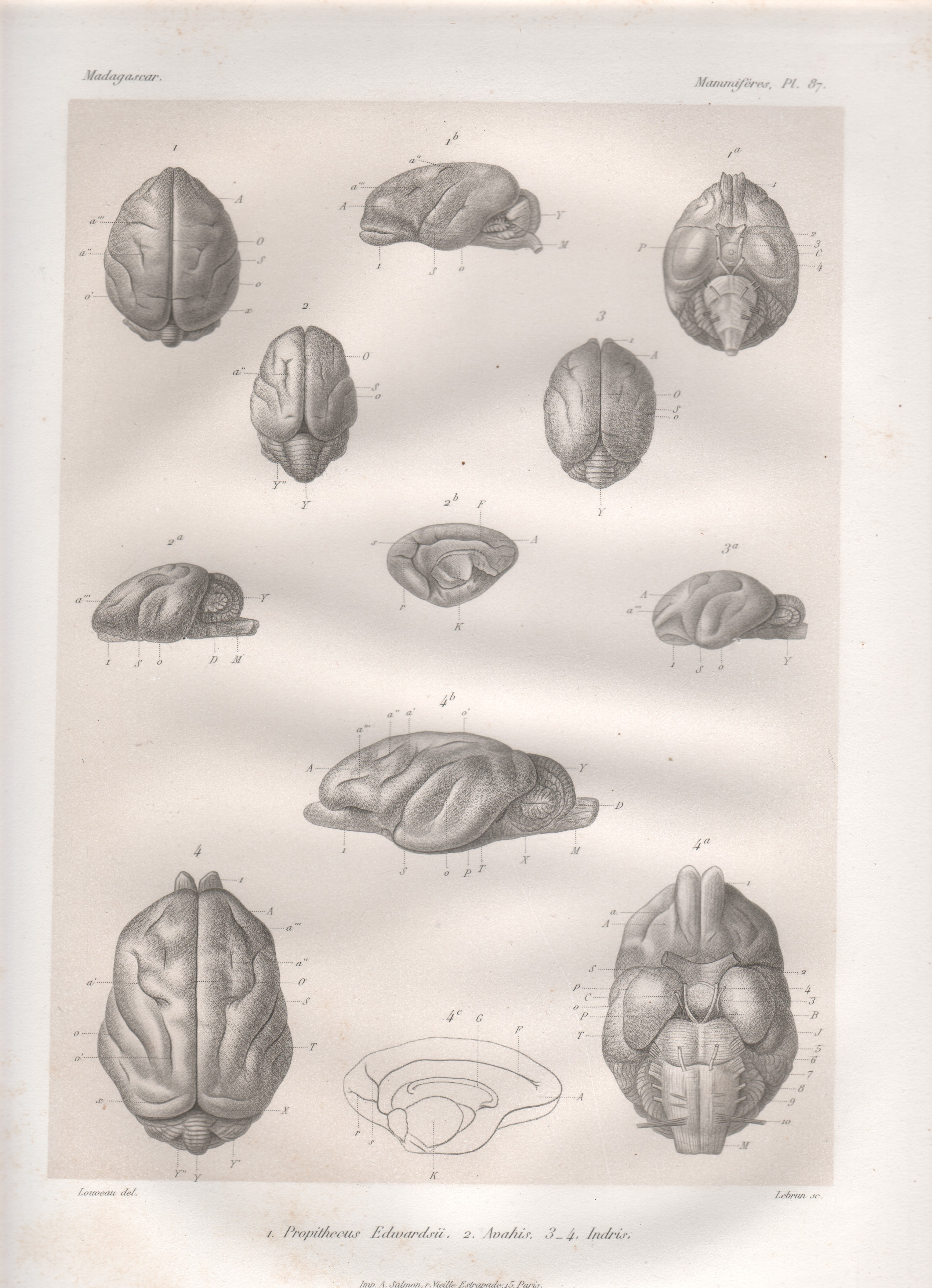